# لانتسه
لانتسه (به آلمانی: Lanze) یک شهر در آلمان است که در هرتسوگتوم لاونبورگ واقع شده‌است.
 لانتسه  ۳۸۳ نفر جمعیت دارد.